# Mia Huse
Mia Rostad Huse (* 13. April 2001) ist eine norwegische Fußballspielerin, welche seit 2021 bei Røa IL unter Vertrag steht.

## Karriere
Ihre fußballerische Laufbahn begann Mia Huse in der Jugend vom Askim FK. Zum Jahr 2017 verließ sie ihren Heimatverein und schloss sich Kolbotn IL an. Dort wurde sie nicht nur in der Jugendabteilung, sondern auch in der zweiten Mannschaft eingesetzt. Am 19. April 2017 gab sie im Alter von 16 Jahren ihr Debüt im Erwachsenenbereich für die Zweitvertretung von Kolbotn IL beim 4:1-Sieg gegen die zweite Mannschaft von Øvrevoll Hosle IL in der 2. Divisjon, der dritthöchsten Liga im norwegischen Fußball. Nach nur einer Saison in Kolbotn wechselte sie zu Vålerenga Oslo. Ihr Debüt für die zweite Mannschaft des Vereins gab sie am 11. April 2018 bei der 0:1-Niederlage gegen Lyn Oslo. Noch in der Saison 2018 feierte Mia Huse im Alter von 17 Jahren ihr Debüt für die erste Mannschaft von Vålerenga in der Toppserie, als sie von Trainerin Monica Knudsen am 20. Oktober 2018 beim 3:1-Auswärtssieg gegen Trondheims-Ørn in der 90. Minute für Celin Bizet Ildhusøy eingewechselt wurde. Die Saison beendete sie mit ihrer Mannschaft auf dem sechsten Platz der Toppserie.
Während Mia Huse in der Saison 2019 nicht in der ersten Mannschaft zum Einsatz kam, wurde sie in der Saison 2020 vom neuen Trainer Jack Majgaard Jensen insgesamt sechs Mal in der Toppserie eingesetzt. Zudem kam sie am 22. November 2020 im Halbfinale des Norwegischen Fußballpokals zum Einsatz, wo sie beim 4:0-Sieg gegen die Mannschaft von Avaldsnes IL in der 86. Minute für Synne Jensen eingewechselt wurde. In der Liga sicherte sich die Mannschaft von Mia Huse am letzten Spieltag den Titelgewinn in der Toppserie aufgrund des besseren Torverhältnisses gegenüber dem zweitplatzierten Team von Rosenborg Trondheim. Für Vålerenga Oslo war es der erstmalige Gewinn der Norwegischen Meisterschaft. Im Finale des Norwegischen Pokals, wo Mia Huse nicht zum Einsatz kam, sicherte sich die Mannschaft von Vålerenga zudem durch einen 2:0-Sieg nach Verlängerung gegen den Lillestrøm SK das Double.
Nach der Saison verließ sie Vålerenga Oslo und wechselte innerhalb von Oslo zum Toppserien-Absteiger Røa IL. Ihr Debüt für den neuen Verein gab sie am 22. Mai 2021 bei dem 3:0-Sieg gegen Amazon Grimstad FK in der 1. Divisjon. Mit acht Toren in 20 Spielen half sie mit, dass sich die Mannschaft von Røa IL die Meisterschaft in der 1. Divisjon sichern konnte und somit den direkten Wiederaufstieg Toppserie schaffte.

## Erfolge
- Norwegischer Meister: 2020 (mit Vålerenga Oslo)
- Norwegischer Pokalsieger: 2020 (mit Vålerenga Oslo)

## Privates
Mia Huse ist die Tochter der ehemaligen norwegischen Fußballnationalspielerin Camilla Huse.